# Russel Carrero
Russel Carrero Trejos  (ur. 12 grudnia 1950 w Chinandega, zm. 10 czerwca 1990 tamże) – nikaraguańska lekkoatletka, pierwsza kobieta reprezentująca Nikaraguę na igrzyskach olimpijskich. 
W 1972 reprezentowała swój kraj na igrzyskach w Monahium, startowała w biegu na 100 metrów i biegu na 200 metrów, w obu przypadkach odpadając w eliminacjach. 
W ciągu całej swojej kariery sportowej ustanowiła rekordy kraju w biegach na 100 metrów (z czasem 12,7), na 200 (26,1), 400 (63,0), 800 (2:32,8) i 1500 (5:48,9). Ustanowił także krajowe rekordy w biegu na 100 i 200 m przez płotki (odpowiednio z czasem 17,2 i 31,6) oraz w sztafecie 4 × 100 metrów (52,1). Ustanowiła także rekord kraju w skoku w dal i pięcioboju z odpowiednio 5000 i 3052 punktami oraz w maratonie. Po skończeniu kariery została trenerem lekkoatletyki w swoim rodzinnym mieście. W 1995 wpisano ją do panteonu Salón de la Fama del Deporte Nicaragüense (Hall of Fame nikaraguańskiego sportu).  